# Al-Azizijja (Manbidż)
Al-Azizijja (arab. العزيزية) – wieś w Syrii, w muhafazie Aleppo, w dystrykcie Manbidż. W 2004 roku liczyła 192 mieszkańców.